# Disa incarnata
Disa incarnata es una especie fanerógama de orquídea de hábito terrestre.  Es nativa de Madagascar.

## Descripción
Es una orquídea con raíces tuberosas vellosas, pocas ramas y tallos sin ramas o vellosidad, con hojas generalmente anuales, la inflorescencia también ramificada, con sépalos dorsales y pétalos oblongos,  y la columna prominente, con dos polinias.
Tiene hábitos terrestres con un tamaño medio, prefiere el clima cálido al frío. Tiene tubérculos alargados que dan lugar a las hojas caulinares. Florece en la primavera y el verano en una inflorescencia terminal, alargada, envuelta completamente por 12 a 14 vainas y con brácteas florales que son más largas que las flores.

## Distribución y hábitat
Se encuentra en el centro y sudeste de Madagascar en pantanos de turba en elevaciones de 1300 a 2100 metros.

## Taxonomía
Disa incarnata fue descrita por   John Lindley y publicado en The Genera and Species of Orchidaceous Plants 348. 1838.
Etimología
Disa : el nombre de este género es una referencia a  Disa, la heroína de la mitología nórdica hecha por el botánico Carl Peter Thunberg.
incarnata: epíteto latino que significa "con el color de la carne".
Sinonimia
- Disa fallax Kraenzl.[5][3]